# ETRS-GK
ETRS-GK är Finlands nya kartprojektionssystem med 14 projektionszoner. Projektionen används inte på grundkartorna. När ETRS-GK används anges projektionszonen med ett åtföljande nummer, till exempel avser ETRS-GK20 zon 20, med centralmeridianen 20°.
På grundkartorna används det relaterade ETRS89-TMnn, med zoner på 6°, och ETRS-TM35FIN, där samma zon används i hela landet.